# Zgornje Vodale
Zgornje Vodale este o localitate din comuna Sevnica, Slovenia, cu o populație de 37 de locuitori.